# Ниме
Ниме (нем. Nieme) — река в Германии, правый приток Везера в районе Гёттингена земли Нижняя Саксония. Длина реки — 16,7 км.

## География
Река берёт начало на восточной отлогости леса Брамвальд, недалеко от деревни Варлозен (коммуна Ниметаль) в результате слияния трёх ручьёв Весперке, Буирке и Фаленке. Их истоки находятся северо-восточнее Бюрена, немного юго-западнее от которого протекает другой приток Везера — Шеде.
Ниме протекает преимущественно по национальному парку Мюнден, пересекает Брамвальд и входит в заповедник Тотенберг. В самой северной точке Мюндена, за деревней Бурсфельде Ниме пересекает федеральную трассу № 561 и впадает в Везер, которая течёт в Северное море.
Благодаря проекту по расчистке устья Ниме практически вернулся в границы своего течения 200-летней давности.

## Бассейн и притоки
Площадь бассейна реки составляет 40,41 км². Притоками Ниме являются:
- Буирке
- Валенке
- Весперке
- Вёре
- Куграбен
- Круммеке
- Нордбах
- Квармке
- Штаймке
- Ребах
- Хабихтсбах

## Галерея

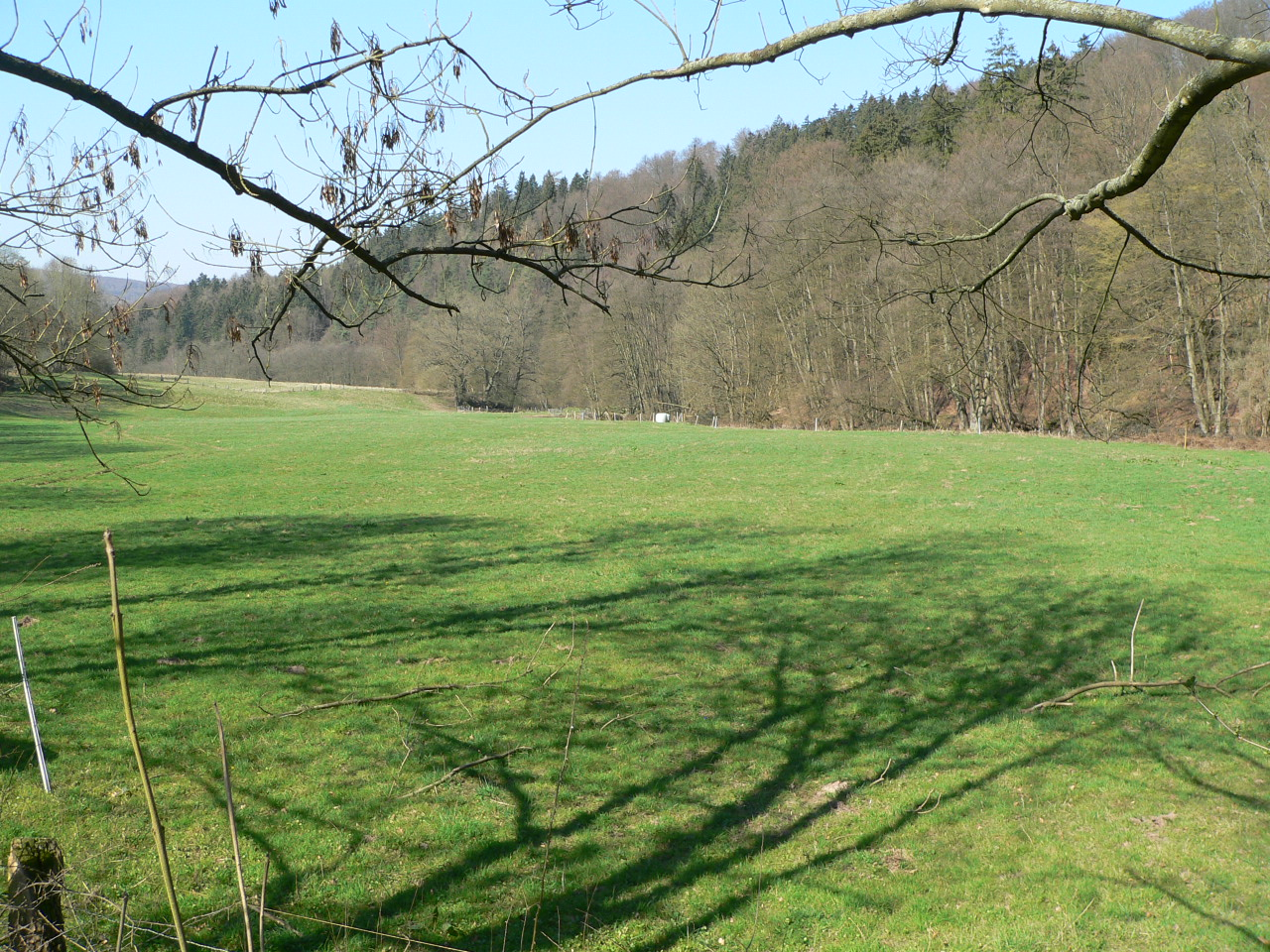
Набережная реки возле Бурсфельде.
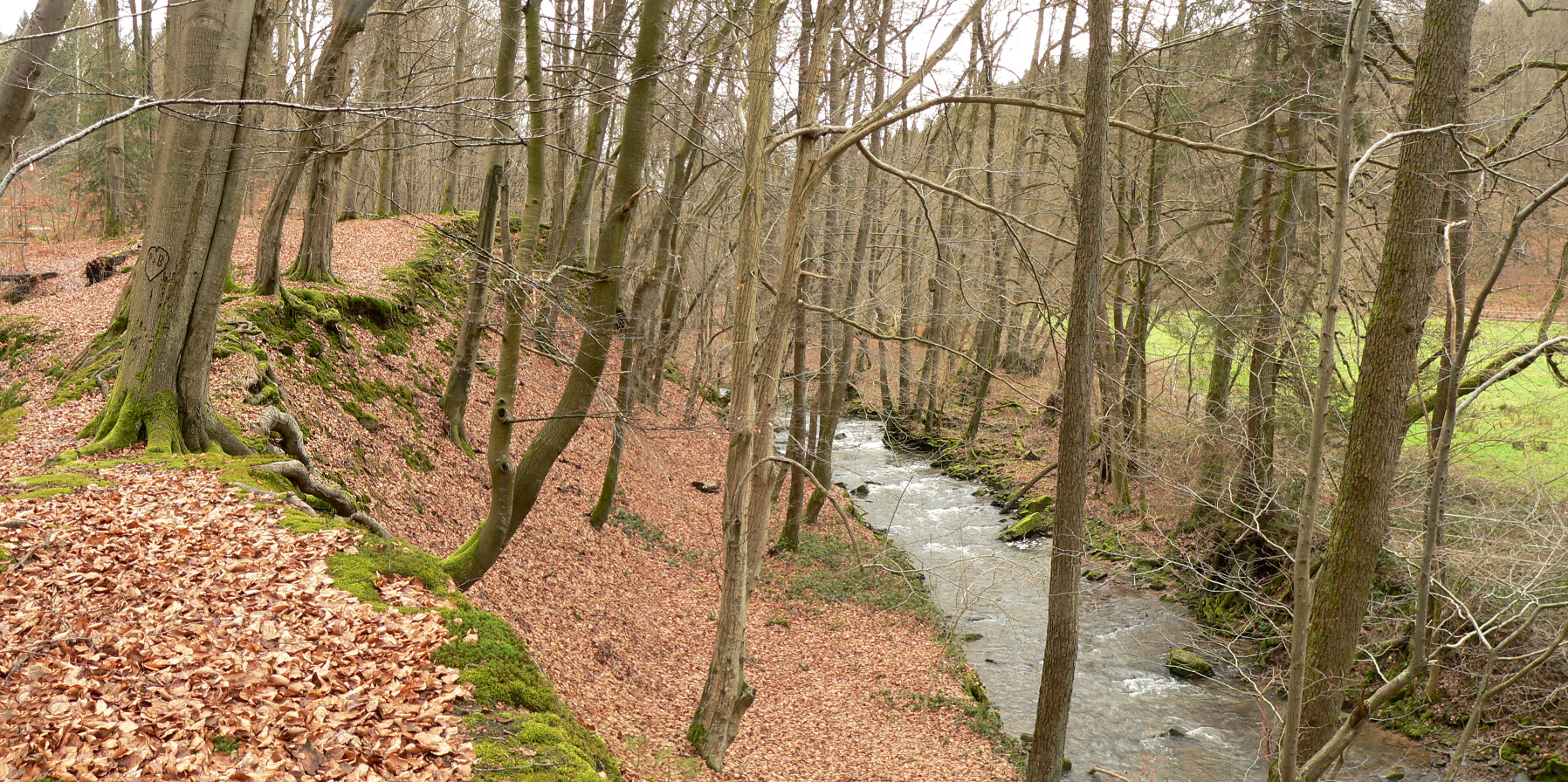
Реки Ниме и Визе
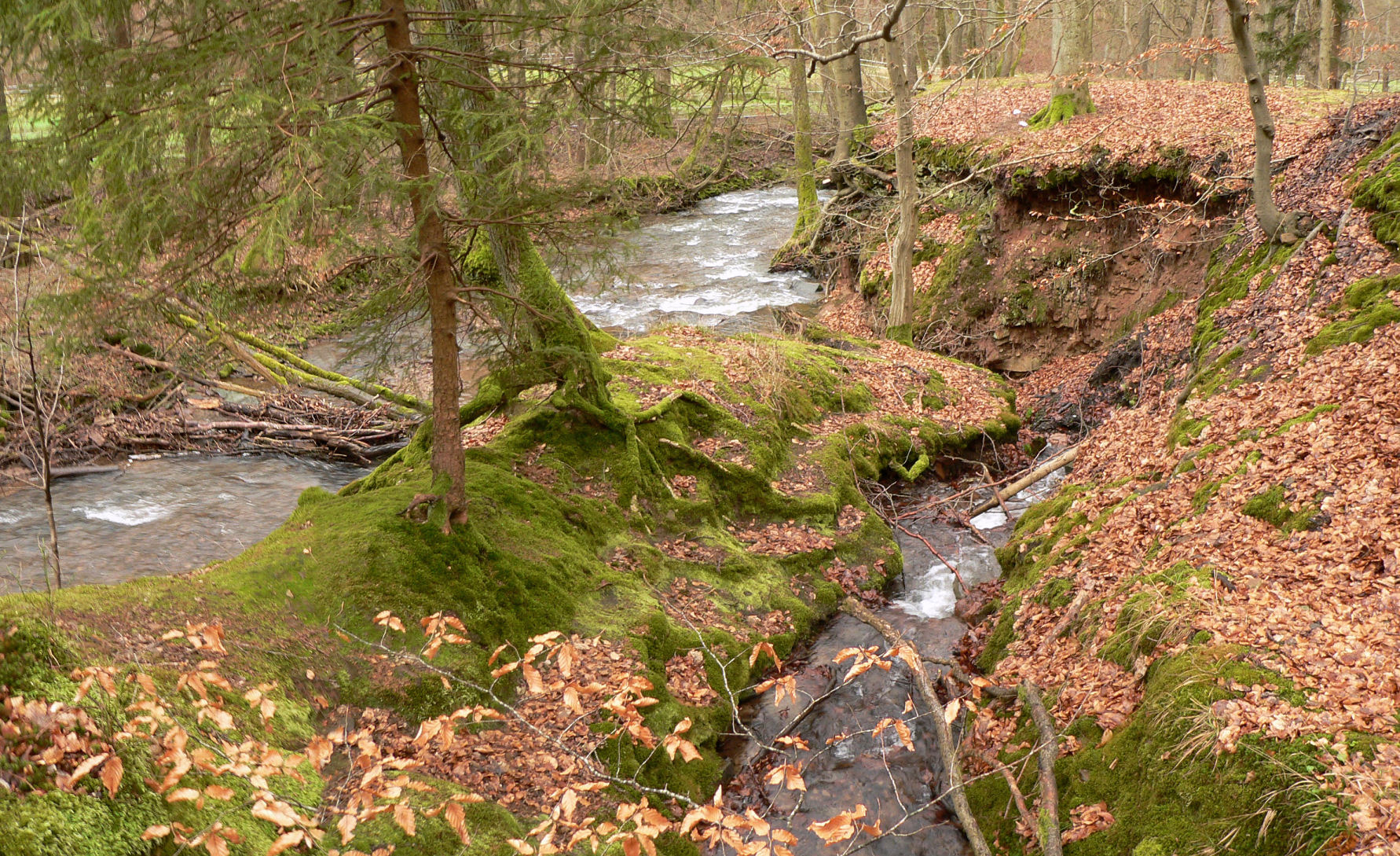
Квармке впадает в Ниме